# Чихачево (Красноярский край)
Чихачево — упразднённая деревня в Шушенском районе Красноярского края. Входила в состав Казанцевского сельсовета. Исключена из учётных данных в 2023 году.

## География
Расположена на левом берегу реки Ои, на расстоянии примерно 8 километров (по прямой) к северу от посёлка городского типа Шушенское, административного центра района.
Климат
Климат характеризуется как резко континентальный, с продолжительной морозной зимой и коротким тёплым летом. Средняя температура воздуха самого тёплого месяца (июля) составляет 18,8 °C; самого холодного (января) — −18,5 °C. Среднегодовое количество атмосферных осадков составляет 474 мм. Безморозный период в среднем длится 117 дней.

## История
Основана в 1817 году. В 1926 году в деревне Чихачева имелось 27 хозяйств и проживало 142 человека (75 мужчин и 67 женщин). В национальном составе населения того периода преобладали русские. В административном отношении входила в состав Оянского сельсовета Ермаковского района Минусинского округа Сибирского края.
Упразднена Законом Красноярского края от 06.04.2023 № 5-1714 «Об упразднении территориальной единицы деревня Чихачево Казанцевского сельсовета Шушенского района и внесении изменений в отдельные законы края» (принят Законодательным Собранием Красноярского края 06.04.2023, подписан Губернатором Красноярского края 13.04.2023).

## Население
| 2010 |
| ---- |
| 0    |